# Самородная медь

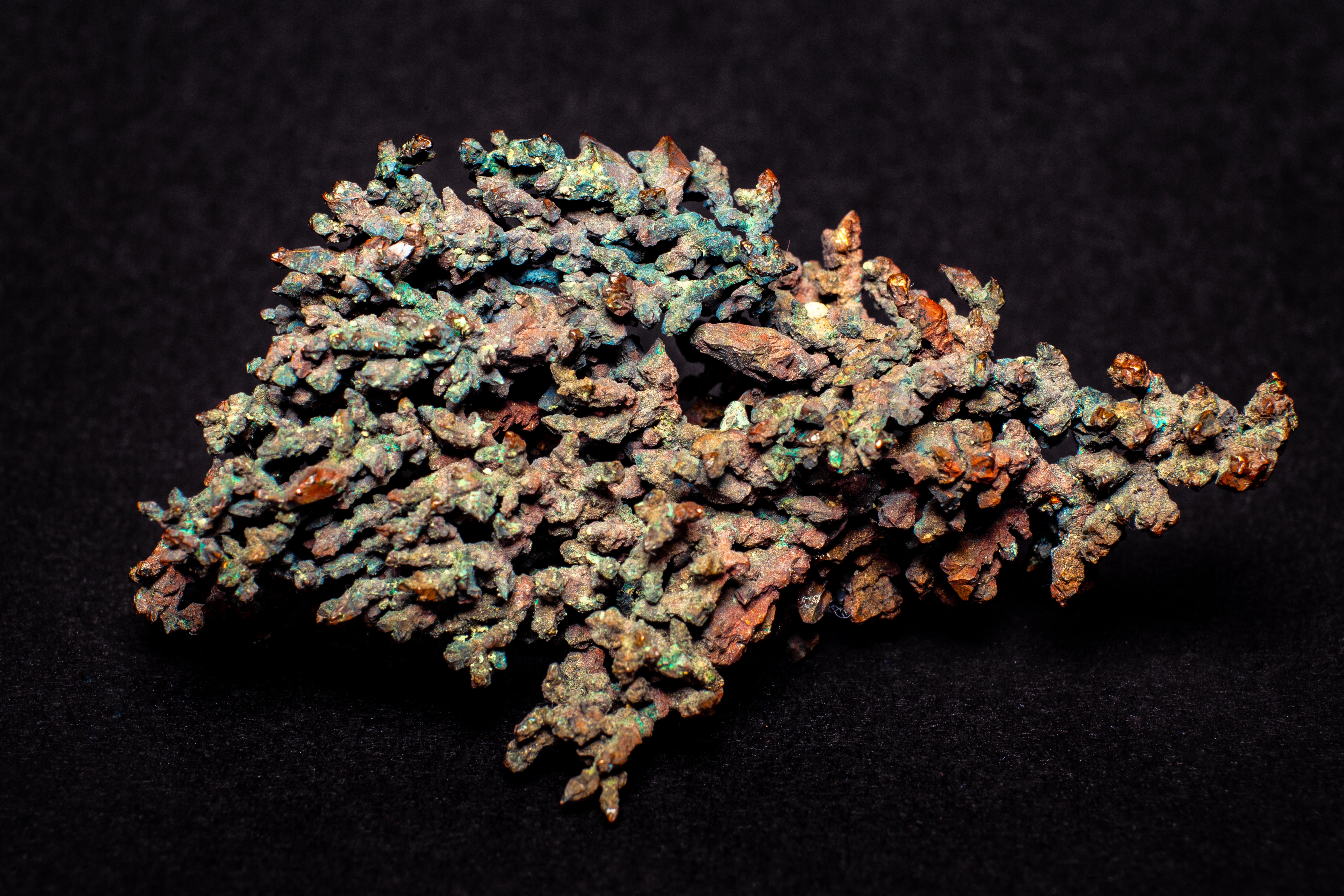

Саморо́дная медь — минерал класса самородных элементов, Cu. Самородная медь содержит 97—99 % Cu. Кроме того, она может содержать примеси Fe, Ag, Au, Zn, Pb, Hg, Bi, Sb, V, Ge.
Сингония кубическая, структура координационная.
Вид кристаллов кубический, реже октаэдрический. Простые кристаллы редки. Обычные двойниковые сростки. Характерны плоские и объемные дендриты, пластины, плотная сплошная масса (самый большой самородок весил 420 т.), мелкие вкрапления, порошковатые и сферолитные выделения.
Цвет в свежем изломе минерала — светло-розовый, переходящий в медно-красный, потом в коричневый. Блеск металлический, излом крючковатый. Твердость 2,5—3. Плотность 8,4—8,9. Ковкая. Имеет высокую электропроводность.
Самородная медь образуется в эндогенных и экзогенных процессах. Ассоциирует с купритом, азуритом, малахитом,  хризоколлой, теноритом и др. минералами. Обогащается в осн. флотацией. Самое большое месторождение — в районе  оз. Верхнее (США). В России крупнейшее месторождение — Удоканское месторождение в Забайкальском крае.

## Разновидности
Различают: 

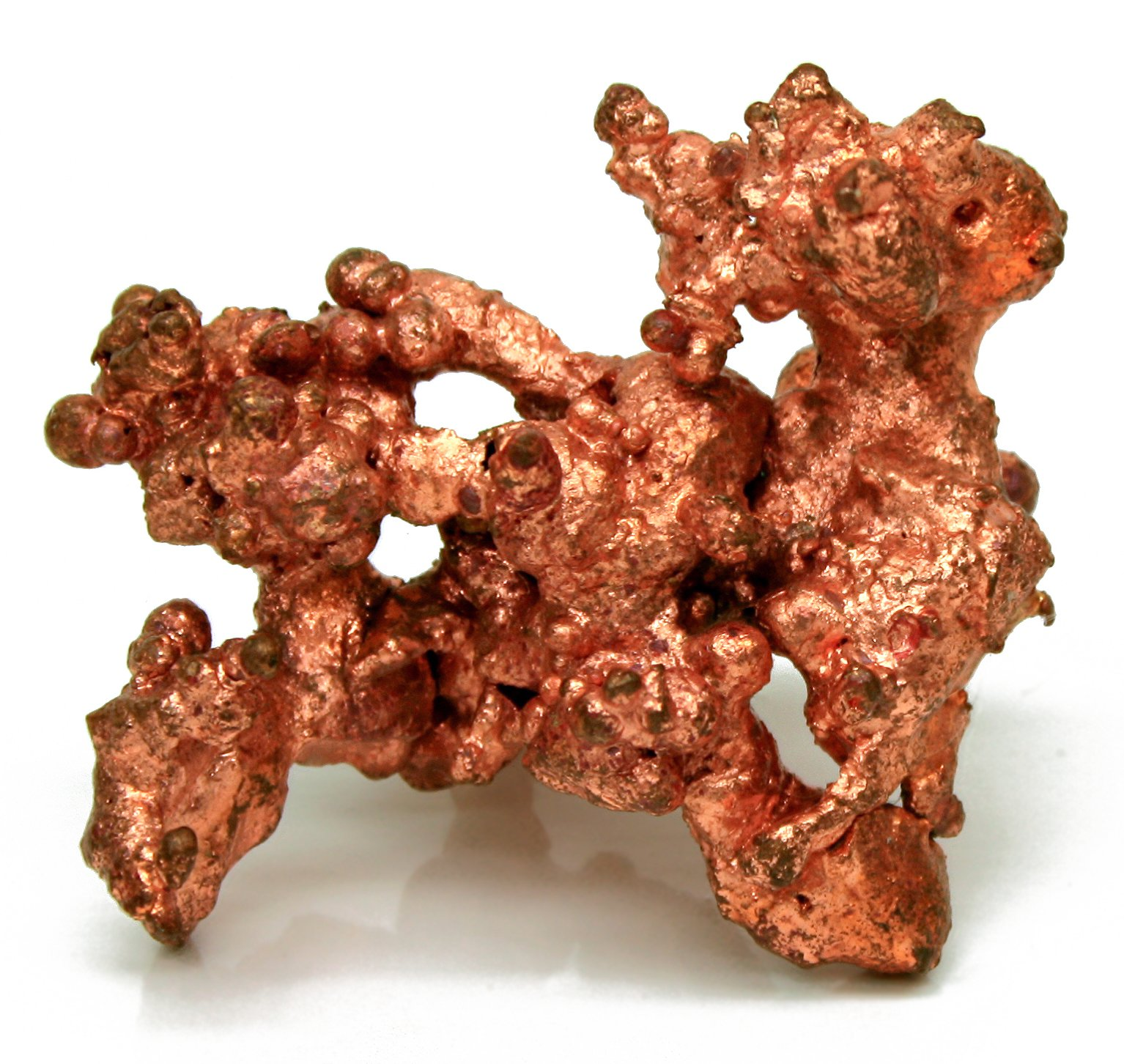
Медь самородная

- медь железистую (разновидность меди, содержащая до 2,5 % Fe);
- медь золотистую (разновидность меди, содержащая до 3 % Au);
- медь серебристую (разновидность меди, содержащая до 7,5 % Ag).